# گولبالن
گولبالن (انگلیسی: Gullballen) به معنی توپ طلا، جایزه ای است که سالانه توسط فدراسیون فوتبال نروژ به بهترین بازیکن فوتبال نروژ در بخش مردان و زنان داده می شود. از سال ۲۰۱۴ تا ۲۰۱۷ از بین مردان و زنان فقط یک نفر را به عنوان برنده جایزه انتخاب می کردند اما از سال ۲۰۱۸ در بخش مردان یک نفر و به صورت جداگانه در بخش زنان فرد دیگری را به این عنوان انتخاب می کنند.